# Amaro Averna
Averna è un liquore amaro che viene prodotto a Caltanissetta. La società Averna è stata acquisita nel 2014 dal Gruppo Campari.

## Storia

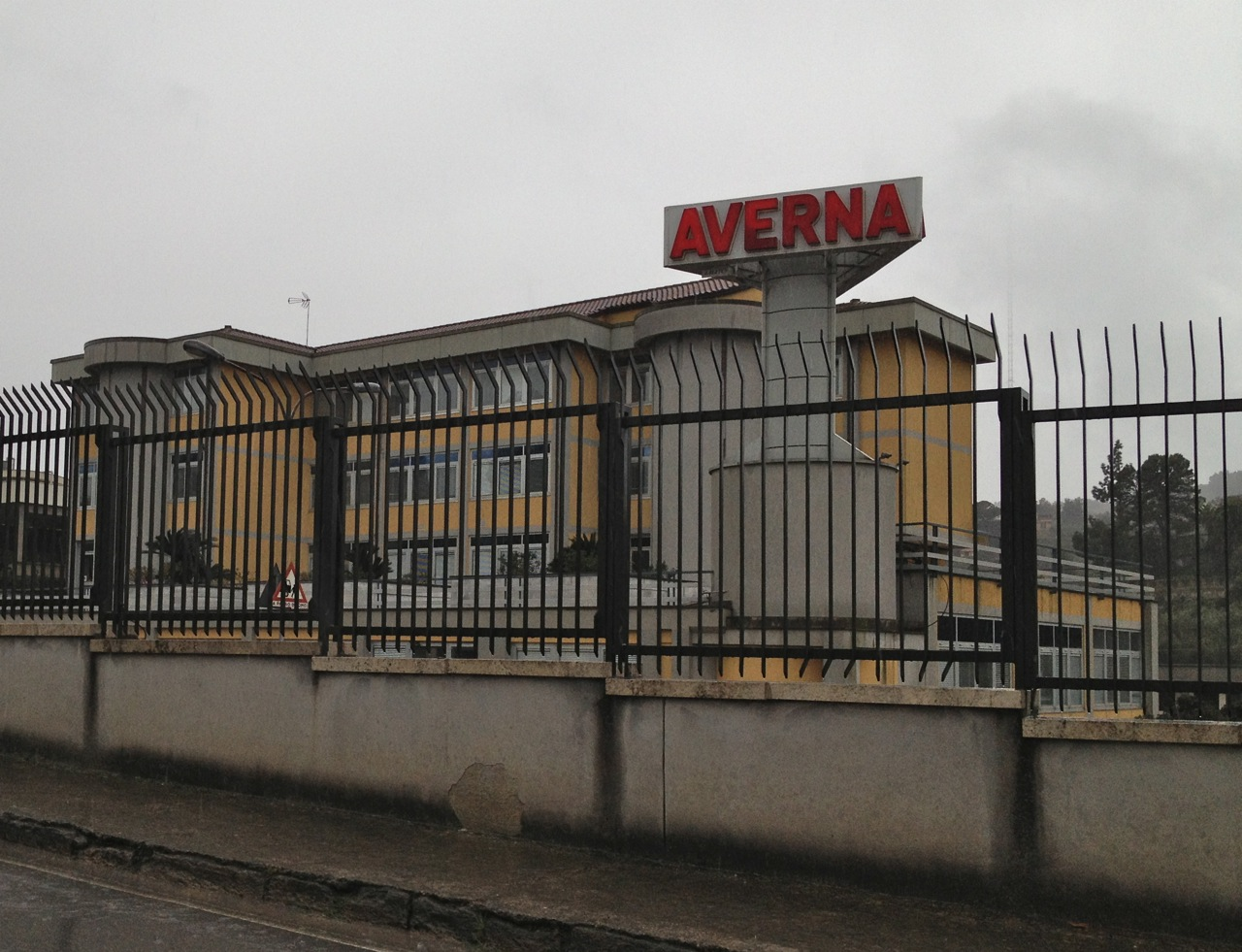
L'ex fabbrica Averna ormai in disuso

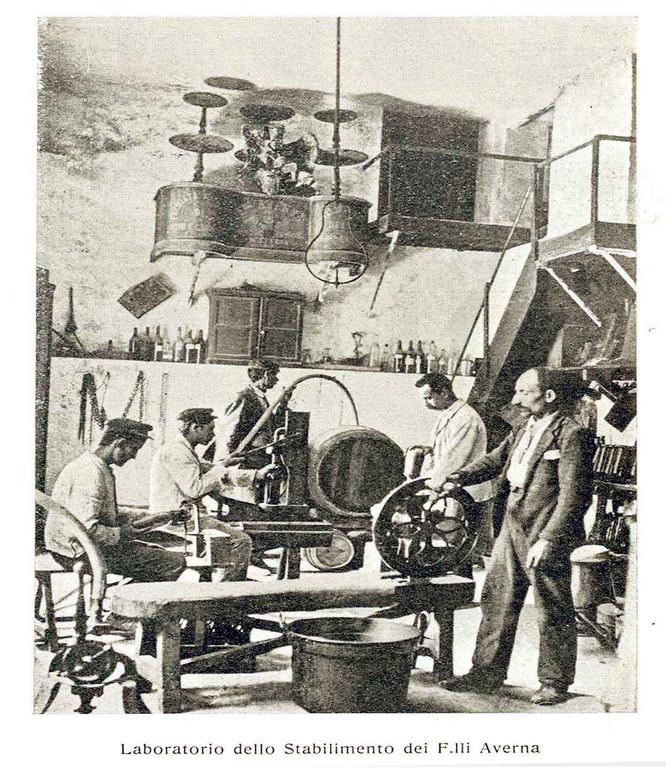
Laboratorio dello stabilimento dei fratelli Averna nel 1911

Nel 1802, da un'agiata famiglia di commercianti di tessuti, nasceva Salvatore Averna. Cresciuto a Caltanissetta divenne uno dei membri più attivi della comunità, giudice di pace e benefattore dell'abbazia di Santo Spirito. Qui, secondo una tradizione antichissima nata nelle abbazie fortificate benedettine e diffusa in Europa attraverso i monasteri cistercensi e cluniacensi, i monaci producevano, con una loro ricetta, un elisir di erbe che, pur essendo "amaro", era gradevole e possedeva, nelle credenze popolari, doti toniche e terapeutiche. Nel 1859, in segno di riconoscenza, i monaci decisero di consegnare a Salvatore la ricetta dell'infuso e nel 1868 iniziò la produzione per gli ospiti di casa Averna.
Fu Francesco Averna, figlio di Salvatore, che prese l'iniziativa di promuovere l'amaro, partecipando a diverse fiere, in Italia e all'estero. Umberto I di Savoia, nel 1895, invitò Francesco Averna a palazzo reale, a Roma, dove lo nominò fornitore della Real Casa. In quella occasione, il re e la regina Margherita regalarono ad Averna una spilla d'oro con le insegne dei Savoia, tempestate di brillanti. Nel 1912 il marchio Averna venne registrato come "Brevetto della Real Casa". Tutti questi riconoscimenti, nel corso degli anni, portarono Francesco a ridisegnare l'etichetta iniziale dell'Amaro arricchendola di tutti questi attestati e riconoscimenti. Alla morte prematura di Francesco, la moglie, Anna Maria, prese le redini dell'azienda. Anche se presto fu aiutata dai giovani figli, lei rappresentò un esempio più unico che raro di imprenditrice, donna, nel cuore della Sicilia di inizio Novecento.
La terza generazione, cioè i figli di Francesco (Salvatore, Paolo, Emilio e Michele) consolidarono il successo dell'amaro e contribuirono all'evoluzione aziendale anche attraverso le difficoltà dei due conflitti mondiali, tant'è che l'azienda continuò la produzione senza mai fermarsi, trovando anzi il modo di avviare l'attività di esportazione in America. Nel 1958 l'azienda Averna divenne una società per azioni (la Fratelli Averna S.p.a) e qualche anno dopo fu anche costruito un nuovo stabilimento.
Il 1978 è stato un anno molto significativo nella storia dell'azienda perché dopo 110 anni e tre generazioni si riuscì a trasformare quello che era nato come un prodotto artigianale di famiglia in una azienda importante del mercato italiano. Dal 1978 la quarta generazione degli Averna ha mantenuto tale posizione sul mercato, consolidandola ulteriormente attraverso una gestione basata anche sulla diversificazione dei prodotti. Il "Gruppo Averna" comprende infatti anche l'azienda vinicola Villa Frattina (vini e spumanti). Nell'ultimo decennio, al consolidamento sul mercato nazionale si è affiancato un intenso lavoro di internazionalizzazione che ha visto un crescente sviluppo anche sui mercati esteri.
Nel 2014 il Gruppo Campari acquisisce il 100% di Fratelli Averna. Il controvalore dell'operazione è di 103,75 milioni di euro, composto da un prezzo di 98 milioni e da un debito finanziario netto di 5,75 milioni di euro.

## Caratteristiche e degustazione
Si presenta di colore scuro (caramello scuro), con un sapore non eccessivamente amaro e una gradazione alcolica pari a 29°, la ricetta originale prevedeva una gradazione alcolica pari a 34° diventati, negli anni 2000, 32°. Il liquore si beve liscio o con ghiaccio, come digestivo o bevanda estiva (con molto ghiaccio) o a temperatura di frigorifero.